# Dig prisa vi, o Herre
Dig prisa vi, o Herre är en psalm skriven av Johann Andreas Cramer och översatt till svenska av Johan Olof Wallin.
|  |
|  |

## Publicerad i
- 1819 års psalmbok som nr 446 under rubriken "Före och efter måltiden".[1]